# Kakkoskarvo
Kakkoskarvo är en ö i Finland. Den ligger i Bottenviken och i kommunen Ijo i den ekonomiska regionen  Oulunkaari i landskapet Norra Österbotten, i den norra delen av landet. Ön ligger omkring 55 kilometer nordväst om Uleåborg och omkring 580 kilometer norr om Helsingfors.
Öns area är 0,3 hektar och dess största längd är 110 meter i sydväst-nordöstlig riktning.